# Свежие кости
«Свежие кости» (англ. «Fresh Bones») — пятнадцатый эпизод второго сезона сериала «Секретные материалы», главные герои которого — специальные агенты ФБР Фокс Малдер (Дэвид Духовны) и Дана Скалли (Джиллиан Андерсон), расследуют сложно поддающиеся научному объяснению преступления.
В данном эпизоде Малдер и Скалли расследуют смерть солдата, уже второго по счёту из проходивших службу в лагере беженцев с Гаити в Северной Каролине. Комендант лагеря, полковник Уортон, настаивает, что в смертях его подчинённых виновен Пьер Бове — колдун вуду, содержащийся в изоляции, однако история оказывается более запутанной, чем та, которую преподносит агентам Уортон. Эпизод принадлежит к типу «монстр недели» и не связан с основной «мифологией сериала».
Премьера эпизода состоялась 3 февраля 1995 года на телеканале FOX. По количеству зрителей, видевших премьерный показ «Свежих костей», стал самым рейтинговым эпизодом первых двух сезонов сериала, но не снискал особых похвал критиков, получив смешанные отзывы.

## Сюжет
В Северной Каролине взбудораженный странными галлюцинациями рядовой морской пехоты США, Джек Макалпин, врезается на машине в дерево, на стволе которого нарисован «веве» — религиозный символ вуду.
Немногим позже в Северную Каролину для расследования гибели рядового отправляются Малдер и Скалли. Макалпин стал уже вторым самоубийцей в войсковой части, стоящей в лагере Службы иммиграции и натурализации США, который принимает беженцев с Гаити. Агенты отправляются в лагерь военнопленных, где встречают мальчика, Честера Бонапарта, который продаёт Малдеру амулет на удачу. После встречи с полковником Уортоном, комендантом лагеря, Малдер встречается с Пьером Бовэ — предводителем недавнего мятежа, заключённым под стражу, и товарищем рядового Макалпина — Гарри Данэмом.
Скалли пытается взглянуть на тело Макалпина, но на его месте в морге обнаруживает труп собаки. На обратном пути агенты встречают живого Макалпина, бредущего по шоссе. Он совершенно не помнит, что произошло. В его крови обнаруживают тетродотоксин — яд естественного происхождения, который, по мнению Малдера, является частью гаитянских ритуалов зомбирования. Агенты отправляются на кладбище, чтобы изучить тело другого умершего солдата, но находят его могилу разграбленной. Там же они встречают Честера, копающегося в другой могиле и привозят его в местный ресторанчик, где мальчик рассказывает, что он собирает и продаёт лягушек Бовэ для колдовства. Снаружи Малдер и Скалли обнаруживают следящего за ними Данэма, который рассказывает, что Уортон избивал беженцев, после чего Бовэ стал угрожать, что будет забирать души его людей, если гаитянам не дадут вернуться на родину. При этом Данэм почему-то очень боится Честера, который тем временем сбегает. Малдер бросается за мальчиком в погоню и почти настигает его на причале, но тот внезапно исчезает, и агенту удаётся обнаружить лишь чёрную кошку.
Уортон говорит, что все обвинения являются голословными, но, когда агенты уходят, ветчина на его тарелке с завтраком начинает кровоточить. Скалли режет руку о ветку с шипами, которую кто-то обмотал вокруг руля в их машине. Когда она отъезжает, на месте, где был припаркована автомобиль, виден знак вуду. Уортон приказывает избить Бовэ до смерти. У Малдера происходит тайная встреча с мистером Икс, который рассказывает агенту, что Скалли отзовут обратно в Вашингтон по некоему важному заданию, а въезд в Фолкстон будет закрыт для всех, кроме военных. Малдер считает, что Уортон мстит гаитянам за самоубийства, совершенные его подчинёнными во время предыдущей миссии на остров. Скалли находит Данэма с перерезанными венами в ванне в гостиничном номере Малдера, а Малдер хватает Макалпина, находившегося неподалёку с окровавленным ножом. Хотя у подозреваемого нет никаких воспоминаний о произошедшем, под влиянием Уортона он сознаётся в убийстве. Полковник говорит агентам, что Бовэ совершил самоубийство, а их расследование закончено. Вдова рядового Макалпина даёт агентам пакет, который ей накануне передал рядовой Данэм. В пакете агенты находят фотографию Уортона и Бовэ на Гаити. В кабинете полковника агенты обнаруживают доказательства того, что Данэм и другие убитые солдаты собирались давать свидетельские показания против Уортона.
Агенты отправляются на кладбище, где Уортон совершает обряд вуду над гробом Бовэ. Когда Малдер пытается его арестовать, Уортон ранит его на расстоянии с помощью магии. У оставшейся в машине Скалли из небольшого пореза на руке появляется человек, который начинает душить её. Скалли срывает с зеркала заднего обзора амулет, купленный Малдером у Честера, и эта иллюзия исчезает. Уортон хочет добить Малдера, но из гроба встаёт Бовэ и останавливает полковника, дунув на него белой пылью. Уортон с криком падает на землю. Прибежавшая Скалли помогает подняться Малдеру, после чего агенты находят мёртвые тела Уортона — на земле и Бовэ — в гробу.
На следующий день, во время погрузки иммигрантов на грузовики для депортации агенты прощаются с Макалпином, который сообщает им, что Честер Бонапарт погиб в результате мятежа 6 недель назад. На кладбище могильщик грейдером закапывает могилу Уортона, который в это время, истошно крича, тщетно стучит изнутри по крышке гроба.

## Создание
На написание этого эпизода сценариста Говарда Гордона вдохновили прочтённые им две статьи, в которых упоминались случаи самоубийства служащих на Гаити. Сюжетная линия с беженцами была использована потому, что продюсеры не имели возможности проводить съёмки на Гаити.
Съёмки эпизода начались в декабре 1994 года и завершились в январе 1995. По сценарию, гаитянский лагерь беженцев должен был быть расположен посреди зимы на открытом воздухе. Вместо этого было принято решение поместить лагерь в заброшенное, полуоткрытое здание на строительных верфях Северного Ванкувера. Это позволяло сохранить подавляющую атмосферу лагеря, но уменьшить пребывание съёмочной группы на открытом воздухе. Для того чтобы привести здание, находившееся в плачевном состоянии, в пристойный вид до начала запланированных в нём съёмок, строительные работы должны были быть выполнены до Рождества, в результате чего потребовалось нанимать круглосуточную охрану для объекта на период праздников.
Съёмки на кладбище проводились в неиспользованной части кладбища Северного Ванкувера. Несколько могил был выкопаны заранее, но к началу съёмок они были полностью затоплены из-за чрезвычайно дождливой погоды в том месяце. Съёмочная группа была вынуждена использовать специальное дренажное оборудование и даже вычерпывать воду вручную. В связи с постоянным накоплением воды в могилах между дублями сохранить правильную последовательность кадров при монтаже стало отдельной сложностью.
Для съёмок сцены, где из раны Скалли появляется человек, начинающий её душить, актёр-мужчина протаскивал свои покрытые желатином пальцы через бутафорскую руку.

## Эфир и отзывы
«Свежие кости» вышел в эфир на телеканале Fox 3 февраля 1995 года. По шкале Нильсена эпизод получил рейтинг 11,3 балла с 19-процентной долей, означающий, что из всех телевизоров в домохозяйствах США 11,3 процента работали вечер премьеры, и 19 процентов из этого числа были настроены на просмотр «Секретных материалов». Общее количество американских домохозяйств, видевших премьерный показ эпизода, оценивается в 10,8 миллиона. «Свежие кости» стали самым рейтинговым эпизодом первых двух сезонов сериала.
От критиков эпизод получил смешанные отзывы. В книге «X-Treme Possibilities» (рус. Икс-тремальные возможности) Кит Топпинг и Пол Корнелл похвалили эпизод, выделив работу Бензали и финальную сцену на кладбище. Entertainment Weekly присвоил эпизоду оценку «C+» (2,75 балла из 4-х возможных), охарактеризовав серию как «не [эпизод] на века, несмотря на некоторые встряхивающие моменты (машина встречается с деревом, галлюцинация Скалли и ого какой финальный кадр!)». Тодд ван дер Верфф, обозреватель The A.V. Club оценил эпизод на «С» (два балла из четырёх), написав, что «наибольшим проблемами здесь являются отсутствие фокусирования и хаотичный темп. Эпизод тарахтит на первой скорости три четверти эфирного времени, а потом внезапно переключается на [четвёртую], двигаясь к апокалиптическому концу, который кажется незаслуженным. В „Свежих костях“ есть хорошие моменты, но большей частью эпизод разочаровывает». К самым страшным моментам критик отнёс закопанного заживо Уортона, однако критик заключил, что главной проблемой эпизода является то, что он «пытается впихнуть слишком много в слишком короткий промежуток времени», в результате чего выглядит «поверхностным».